# Наїм Саадаві
Наїм Саадаві (перс. نعیم سعداوی, нар. 16 червня 1969, Ахваз) — іранський футболіст, що грав на позиції захисника. По завершенні ігрової кар'єри — тренер.
Виступав, зокрема, за клуби «Персеполіс» та «Фулад», а також національну збірну Ірану, у складі якої був учасником чемпіонату світу 1998 року.

## Клубна кар'єра
У дорослому футболі дебютував 1996 року виступами за команду клубу «Бахман», в якій провів один сезон. 
Своєю грою за цю команду привернув увагу представників тренерського штабу клубу «Персеполіс», до складу якого приєднався 1997 року. Відіграв за тегеранську команду наступні два сезони своєї ігрової кар'єри.
1999 року перейшов до клубу «Фулад», за який відіграв п'ять сезонів. Завершив професійну кар'єру футболіста виступами за команду «Фулад» у 2004 році.

## Виступи за збірну
1996 року дебютував в офіційних матчах у складі національної збірної Ірану. Протягом кар'єри у національній команді, яка тривала усього 3 роки, провів у формі головної команди країни 22 матчі, забивши 1 гол.
У складі збірної був учасником кубка Азії з футболу 1996 року в ОАЕ, на якому команда здобула бронзові нагороди, а сам Саадаві взяв участь у п'яти матчах, пропустивши лише одну гру групового етапу. За два роки поїхав на чемпіонат світу 1998 року до Франції, де виходив на поле в одному матчі групового етапу, а іранці подолати груповий етап не змогли.

## Кар'єра тренера
Розпочав тренерську кар'єру невдовзі по завершенні кар'єри гравця, 2005 року, очоливши тренерський штаб клубу «Санат Нафт».
Згодом протягом 2005–2007 років очолював команду клубу «Шахін», після чого став асистентом головного тренера олімпійської збірної Ірану, а протягом 2008–2009 років входив до тренерського штабу клубу «Персеполіс».
2009 року став помічником Мажида Жалалі у тренерському штабі клубі «Фулад». Протягом наступних семи років працював у цьому клубі, в якому за цей час змінилося декілька головних тренерів. Після звільнення чергового з них, Драгана Скочича, у травні 2016 був призначений очільником тренерського штабу команди. Попри трирічний контракт з клубом пропрацював головним тренером лише протягом одного сезону, в якому команда здобула лише 9 перемог у 32 матчах.

## Титули і досягнення
- Бронзовий призер Кубка Азії: 1996